# El arreglo (pel·lícula espanyola de 1983)
El arreglo és una pel·lícula espanyola estrenada el setembre de 1983 del gènere thriller policíac inspirada en el cinema negre estatunidenc, dirigida per José Antonio Zorrilla i protagonitzada per Eusebio Poncela.

## Sinopsi
Crisanto és un inspector de policia reintegrat al servei després de dos anys d'inactivitat. Li encarreguen resoldre un cas que d'antuvi sembla fàcil, però que es complica quan és assassinat el subcomissari Gonzàlez, amic seu.

## Repartiment
- Eusebio Poncela - Crisanto
- Adrián Ortega - Subcomissari
- Isabel Mestres - Maricruz
- Pedro Díez del Corral - Leo

## Reconeixement
Va compartir el premi Nous Realitzadors del Festival Internacional de Cinema de Sant Sebastià de 1983. Eusebio Poncela fou candidat al Fotogramas de Plata 1983 al millor actor de cinema pel seu paper.